# Бельский, Иосиф Александрович

Могила Бельского на Восточном кладбище Минска.

Ио́сиф Алекса́ндрович Бе́льский (21 сентября (4 октября) 1903 — 25 июня 1966, Минск) — советский и белорусский партийный и государственный деятель, Председатель Верховного Совета Белорусской ССР (1949—1955). Полковник Рабоче-крестьянской Красной армии, участник Гражданской и Великой Отечественной войн, партизан, Герой Советского Союза (1944).

## Биография
Родился 21 сентября (по новому стилю — 4 октября) 1903 года в деревне Лошица (ныне — микрорайон города Минска) в крестьянской семье. Белорус. Окончил школу. Участвовал в Гражданской войне, был партизаном. С 1921 года находился на хозяйственной, государственной и партийной работе в Белорусской ССР. С 1937 года проживал в Москве. В 1941 году Бельский окончил Всесоюзную промышленную академию, после чего вернулся в Минск, стал секретарём Минского обкома ВКП(б).
В июне 1941 года Бельский участвовал в организации эвакуации предприятий и учреждений города Борисов. В начале июля 1941 года в лесу в Червенском районе был образован Минский подпольный обком ВКП(б), в состав которого вошёл Бельский. Обком поручил ему организовать работу в Старобинском, Краснослободском, Копыльском и Гресском районах. Бельский переходил между населёнными пунктами, устанавливал связь, организовывал партизанские группы. В Минской и Полесской областях при его непосредственном участии были организованы 63 первичные подпольные парторганизации в местных партизанских отрядах.
Когда для оперативного руководства деятельностью партизан был создан главный штаб, в него вошли 8 человек, в том числе и Бельский. Ему было поручено заниматься подпольными парторганизациями и доведение до сведения населения о положении на фронтах. В конце августа 1941 года подпольный обком был вынужден перебраться к Червоному озеру, где Бельский занимался вопросами конспирации, определяя псевдонимы, явки, места встреч, пароли, сигналы, снабжал документами подпольщиков.
Когда карательный отряд приступил к блокированию района озера, Бельский получил задание идти в Любанский район и подготовить новую базу для подпольного обкома. Он успешно справился с этой задачей. В течение нескольких суток подпольщики прорывались из окружения. Бельский и его группа встречным ударом помогли выйти им из кольца и добраться до новой базы. Вскоре на совещании обкома и командиров партизанских отрядов было образовано новое партизанское соединение, командиром которого стал Василий Козлов, заместителем по оперативной части — Роман Мачульский, а заместителем по партийной и комсомольской работе — Иосиф Бельский.
В то же время Бельский занимался и вооружением партизан, организовывал мастерские. Когда вооружение было закончено, соединение предприняло крупный рейд, разгромив немецкие гарнизоны в Копацевичах, Любани, Кузьминичах и установив в освобождённых районах Советскую власть. Разгромив крупный гарнизон противника в Постолах, партизаны окончили свой рейд, удвоив свои силы за время похода.
14 апреля 1942 года карательный отряд окружил соединение в Любанском лесу. В течение семи дней оно пробивалось из окружения, понеся серьёзные потери. Осенью того же года соединение уничтожило железнодорожный мост через реку Птичь на железнодорожной магистрали Брест-Гомель, в результате чего этот участок железной дороги не работал в течение 18 суток.
2 мая 1943 года, когда Мачульский убыл на Большую землю в госпиталь, командиром соединения стал полковник Бельский. Он организовал оборону партизанскими отрядами партизанской зоны в Смолевичском районе во время весеннего сева, что позволило отбить девять немецких контратак. Соединение Бельского участвовало в «рельсовой войне» незадолго до и во время битвы на Курской дуге. Так, у станции Дроганово партизаны уничтожили эшелон из паровоза и 31 вагона, в результате чего погибло более 350 немецких солдат и офицеров. 10 июля 1943 года бригада Мормулева уничтожила на шоссе Минск-Слуцк 36 немецких солдат и офицеров и 12 представителем минской оккупационной администрации.
В сентябре 1943 года соединение Бельского приняло участие во втором этапе «рельсовой войны». К тому времени соединение состояло из 108 партизанских отрядов, в составе которых насчитывалось 55 тысяч бойцов. В начале 1944 года соединению удалось наладить постоянную связь с ведущими наступление 1-м Белорусским фронтом и штабами 65-й и 61-й армий. Незадолго до наступления партизаны передали командованию планы немецкой обороны в Минске, Бобруйске, Слуцке, Дзержинске, Узде.
20 июня 1944 года, за три дня до начала операции «Багратион», соединение Бельского захватило железнодорожную станцию, подорвало два моста. На следующий день партизаны захватили участок железной дороги Уречье-Старушки, удерживая его до подхода советских войск. Партизанами были освобождены Старобин, Красная Слобода, Копыль, Узда, Руденск. Благодаря их действиям с фронта были отвлечены десятки тысяч солдат противника. Впоследствии, взаимодействуя с войсками 1-го Белорусского фронта, партизанские бригады из соединения Бельского захватили переправы на реках Птичь и Случь. Также соединение Бельского приняло участие в освобождении Минска и Минской области. 3 июля 1944 года Бельский совместно с советскими частями вступил в Минск. 16 июля 1944 года он участвовал в параде партизан в освобождённом городе.
С 1944 года — секретарь Минского горкома ВКП(б). В 1948—1958 годах он был председателем Белорусского республиканского Совета профсоюзов. На XX, XXI и XXII съездах компартии Беларуси Бельский избирался членом ЦК. Также был депутатом Верховного Совета БССР 2-го и 4-го созывов. Умер 25 июня 1966 года, похоронен на Восточном кладбище в Минске.

## Награды
Указом Президиума Верховного Совета СССР от 15 августа 1944 года за «особые заслуги в развитии партизанского движения в Белоруссии, образцовое выполнение заданий командования в борьбе против немецко-фашистских захватчиков в тылу противника и проявленные при этом отвагу и геройство» полковник Иосиф Бельский был удостоен высокого звания Героя Советского Союза с вручением ордена Ленина и медали «Золотая Звезда» за номером 4091.
Был также награждён орденом Красного Знамени, двумя орденами Трудового Красного Знамени и рядом медалей. В честь Бельского названы улица и школа № 149 в Минске.